# Aharen-san wa Hakarenai
Aharen-san wa Hakarenai (阿波連さんははかれない?  lit. Aharen-san es impredecible) es una serie de manga japonés escrita e ilustrada por Asato Mizu. Comenzó su serialización en el sitio web Shōnen Jump+ de Shueisha el 29 de enero de 2017. Una adaptación de la serie al anime por Felix Film se estrenó el 1 de abril de 2022.

## Argumento
Reina Aharen, una pequeña y simpática estudiante de voz tranquila, es bastante mala para determinar la distancia y el espacio personal. A veces está a centímetros de tu cara, y otras veces, a kilómetros de distancia. El único que intenta entender sus travesuras es Raido, que se sienta a su lado en clase. Tiene una cara amenazante, pero en realidad es un chico amable con una imaginación que a veces se desboca. Aharen-san wa Hakarenai sigue a la peculiar pareja mientras su extraña amistad comienza a florecer cuando Raidou recoge la goma de borrar de Aharen para ella. Ella malinterpreta su gesto y ahora cree que son los mejores amigos, mostrando cómo la más simple de las cosas puede resultar ser el más complicado de los desafíos para ellos.

## Personajes
Reina Aharen (阿波連 れいな Aharen Reina?)
 Seiyū: Inori Minase, Dani Chambers (Inglés), Azul Valadez (español latino)
Protagonista femenina. A pesar de su apariencia infantil, es la mayor de sus hermanos y compañera de Raido en preparatoria. Es inexpresiva y de voz muy tenue, solitaria al principio hasta que Raido comenzó a dialogar con ella, haciendo que ella se encariñe rápido con él y esté pegada casi todo el tiempo que se la pasan juntos al no medir la distancia entre ambos, e incluso hablar de él con sus hermanos. Sin embargo determinadas acciones románticas hacen que se avergüence. Más adelante se convierte en la novia de Raido.
Shōta Raidō (来堂 章太 Raidō Shōta?)
 Seiyū: Takuma Terashima, Ben Balmaceda (Inglés) Roberto Cuevas (español latino)
Protagonista masculino. Es un tipo alto, tranquilo y generalmente agradable, casi igual de inexpresivo que Reina, aunque sus pensamientos lo exponen como alguien que puede atemorizarse o estimularse, imaginando teorías descabelladas ante los actos de Reina, pero en el fondo la estima y siempre trata de ayudarla. Finalmente confiesa sus sentimientos a Reina y los dos comienzan a salir.
Mitsuki Ōshiro (大城 みつき Ōshiro Mitsuki?)
 Seiyū: Mao Ichimichi, Kristen McGuire (Inglés) Amellalli Guevara (español latino)
La tímida amiga de Reina, a quien conoce desde la secundaria. Ella vigila constantemente a Reina a escondidas, ya que cree que Raidou es una mala persona por su desconfianza hacia los chicos, llegando incluso a admitir querer "matar" a Raidou. También es muy buena en las artes marciales. Es voluptuosa e incluso más alta que Raidou.
Ms. Tōbaru (桃原先生 Tōbaru-sensei?)
 Seiyū: Kana Hanazawa, Katelyn Barr (Inglés), Alexa Navarro (español latino)
Una profesora de literatura en la escuela a la que asisten Reina y sus amigas. Tiene una manera única de describir las cosas. A menudo fantasea una relación romántica entre Reina y Raidou.
Ishikawa (石川?)
 Seiyū: Tetsuya Kakihara, Kevin Thelwell (Inglés), Diego Ramora (español latino)
Un compañero de clase de Aharen y Raidō. A menudo pasa tiempo con ellos dentro y fuera de la escuela, como si fueran a un festival juntos. Satō es su amiga desde su infancia.
Hanako Satō (佐藤 ハナコ Satō Hanako?)
 Seiyū: Tomori Kusunoki, Veronica Laux (Inglés), Erika Ugalde (español latino)
Una compañera de clase de Aharen y Raidō. Aunque quiere mantener el estado "ordinario" todo el tiempo, siempre se deja influir por la personalidad única de Aharen. Ella e Ishikawa son amigos desde la infancia.
Ms. Miyahira (宮平先生 Miyahira-sensei?)
 Seiyū: Yurie Kozakai, Tia Ballard (Inglés) Scarlet Miuller (español latino)
La maestra principal de la clase de Reina. Es maestra de educación física. Ella llama a la Sra. Tōbaru "Momo-chan" (桃 ち ゃ ん). Son amigas cercanas que a menudo comen y pasan el rato juntas, pero le preocupa la glotonería de Tōbaru.
Hermana pequeña de Raidō (ライドウ妹 Raidō Imōto?)
 Seiyū: Rika Nagae, Jalitza Delgado (Inglés) Estefanía Piedra (español latino)
Ella es una estudiante de secundaria. Aunque considera a Raidō como "una especie de tipo extraño", en realidad se preocupa mucho por él.
Atsushi (あつし?)
 Seiyū: Natsumi Fujiwara, Bryn Apprill (Inglés) Sammir Hernández (español latino)
Un estudiante de primaria que respeta a Aharen como “阿覇王様” (Ahaō-sama). A veces se siente un poco molesto con Futaba, una amiga suya con la que creció, porque a menudo se entromete.
Futaba (ふたば?)
 Seiyū: Maria Sashide, Jill Harris (Inglés) Valentina Cabrera (español latino)
Un estudiante de primaria al que le gusta Atsushi. Ella ve a Aharen, a quien Atsushi adora, como un rival y usa varios juegos para competir con Aharen.
Ren Aharen (阿波連 れん Aharen Ren?)
 Seiyū: Misaki Kuno, Brittney Karbowski (Inglés), Casandra Acevedo (español latino)
El hermano menor de Reina que asiste a la escuela primaria. Luce exactamente igual a su hermana y le gusta usar su ropa. A diferencia de Reina, Ren es de carácter enérgico y alegre. Admira mucho a su hermana y a Raidō.
Eru Aharen (阿波連 える Aharen Eru?)
 Seiyū: Rina Hidaka, Natalie Hoover (Inglés), Samanta Figueroa (español latino)
La hermana menor de Reina y hermana mayor de Ren. Estudiante de segundo año de secundaria y amiga de la hermana de Raidō. Su apariencia es muy similar a la de su hermana, con la diferencia de que es más alta, su busto es enorme y tiene cara amenazante. Ella no es muy honesta con sus sentimientos y trata de que su hermana no note su atención diaria, pero se preocupa por ella.
Riku Tamanaha (玉那覇りく Tamanaha Riku?)
 Seiyū: Nao Tōyama, Kara Edwards (Inglés)
Es una gal y excompañera de clases de Aharen y Ōshiro de la escuela primaria, con quienes se reencuentra al ser transferida de otra escuela. A pesar de su apariencia, es una chica tímida e introvertida que solo busca amistades duraderas.
Srta. Henzan (平安山先生 Henzan-sensei?)
 Seiyū: Iori Saeki
Una profesora de inglés y tutora de los protagonistas, en su último año de instituto. Es una profesora nueva con pasión por la educación y se vale de las directrices curriculares del gobierno para lidiar con la pareja Raidou-Aharen, a quienes erróneamente considera delincuentes. Su rasgo distintivo es su doble diente.

## Contenido de la obra

### Manga
Aharen-san wa Hakarenai es escrita e ilustrada por Asato Mizu. La serie comenzó su serialización en el sitio web Shōnen Jump+ de Shueisha el 29 de enero de 2017. Shueisha ha recopilado sus capítulos individuales en diecisiete volúmenes tankōbon. El primer volumen se publicó el 4 de agosto de 2017.

#### Lista de volúmenes
| Volúmenes de manga publicados | Volúmenes de manga publicados | Volúmenes de manga publicados |
| Número                        | Fecha de lanzamiento          | ISBN                          |
| ----------------------------- | ----------------------------- | ----------------------------- |
| 1                             | 4 de agosto de 2017           | ISBN 978-4-08-881090-4        |
| 2                             | 4 de diciembre de 2017        | ISBN 978-4-08-881301-1        |
| 3                             | 4 de abril de 2018            | ISBN 978-4-08-881396-7        |
| 4                             | 4 de julio de 2018            | ISBN 978-4-08-881525-1        |
| 5                             | 2 de noviembre de 2018        | ISBN 978-4-08-881635-7        |
| 6                             | 4 de abril de 2019            | ISBN 978-4-08-881805-4        |
| 7                             | 2 de agosto de 2019           | ISBN 978-4-08-882023-1        |
| 8                             | 4 de enero de 2020            | ISBN 978-4-08-882181-8        |
| 9                             | 13 de mayo de 2020            | ISBN 978-4-08-882287-7        |
| 10                            | 2 de octubre de 2020          | ISBN 978-4-08-882434-5        |
| 11                            | 4 de marzo de 2021            | ISBN 978-4-08-882563-2        |
| 12                            | 4 de agosto de 2021           | ISBN 978-4-08-882737-7        |
| 13                            | 4 de abril de 2022            | ISBN 978-4-08-883075-9        |
| 14                            | 3 de junio de 2022            | ISBN 978-4-08-883124-4        |
| 15                            | 4 de octubre de 2022          | ISBN 978-4-08-883276-0        |
| 16                            | 4 de abril de 2023            | ISBN 978-4-08-883466-5        |
| 17                            | 4 de agosto de 2023           | ISBN 978-4-08-883611-9        |

### Anime
Una adaptación de la serie al anime fue anunciada el 31 de julio de 2021. La serie es producida por Felix Film y dirigida por Tomoe Makino, con Yasutaka Yamamoto como director en jefe, Takao Yoshioka supervisando los guiones, Yūko Yahiro diseñando los personajes y Satoru Kōsaki y MONACA componiendo la música. Se estrenó el 1 de abril de 2022 en el bloque de programación Animeism en MBS, TBS y BS-TBS. El tema de apertura es «Hanarenai Kyori» (はなれない距離?), interpretado por TrySail, mientras que el tema de cierre es «Kyorikan» (キョリ感?), interpretado por HaKoniwalily. Crunchyroll obtuvo la licencia fuera de Asia.
El 11 de abril de 2022, Crunchyroll anunció que la serie recibiría un doblaje tanto en inglés como en español latino.
El 3 de agosto de 2024 se anunció la producción de una segunda temporada. El elenco y el personal regresan en sus respectivos papeles. Se estrenó el 7 de abril de 2025. El tema de apertura es «Binetsuma» (微熱魔?), interpretado por Zutomayo.